# Вейнтаун (Індіана)
Вейнтаун (англ. Waynetown) — місто (англ. town) в США, в окрузі Монтгомері штату Індіана. Населення — 960 осіб (2020).

## Географія
Вейнтаун розташований за координатами 40°5′16″ пн. ш. 87°3′58″ зх. д. / 40.08778° пн. ш. 87.06611° зх. д. (40.087881, -87.066150).  За даними Бюро перепису населення США в 2010 році місто мало площу 1,24 км², уся площа — суходіл.

## Демографія
Згідно з переписом 2010 року, у місті мешкало 958 осіб у 391 домогосподарстві у складі 282 родин. Густота населення становила 774 особи/км².  Було 436 помешкань (352/км²).
Расовий склад населення:
| - 98,3 % — білих - 0,2 % — чорних або афроамериканців |

До двох чи більше рас належало 1,0 %. Частка іспаномовних становила 2,0 % від усіх жителів.
За віковим діапазоном населення розподілялося таким чином: 26,6 % — особи молодші 18 років, 58,0 % — особи у віці 18—64 років, 15,4 % — особи у віці 65 років та старші. Медіана віку мешканця становила 37,1 року. На 100 осіб жіночої статі у місті припадало 93,9 чоловіків;  на 100 жінок у віці від 18 років та старших — 98,0 чоловіків також старших 18 років.
Середній дохід на одне домашнє господарство  становив 49 826 доларів США (медіана — 45 068), а середній дохід на одну сім'ю — 48 899 доларів (медіана — 45 517). Медіана доходів становила 44 375 доларів для чоловіків та 27 391 долар для жінок. За межею бідності перебувало 12,7 % осіб, у тому числі 17,3 % дітей у віці до 18 років та 5,9 % осіб у віці 65 років та старших.
Цивільне працевлаштоване населення становило 552 особи. Основні галузі зайнятості: виробництво — 23,7 %, будівництво — 13,9 %, роздрібна торгівля — 10,9 %, освіта, охорона здоров'я та соціальна допомога — 10,9 %.